# Qué feliz es aquel que dice yo soy turco

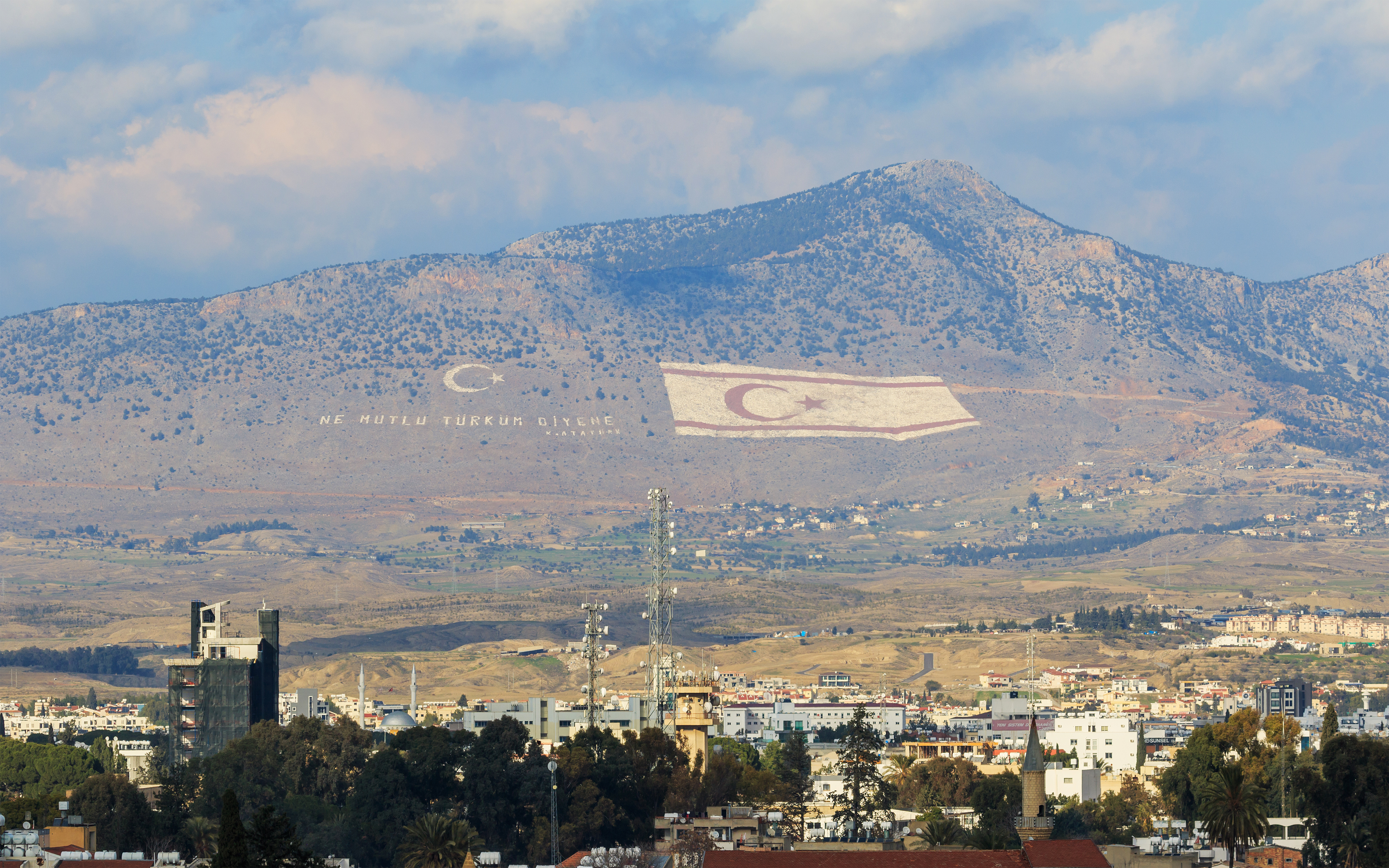
El lema Ne mutlu Türküm diyene! y la bandera de Chipre del Norte en Pentadáctilos en Chipre del Norte.

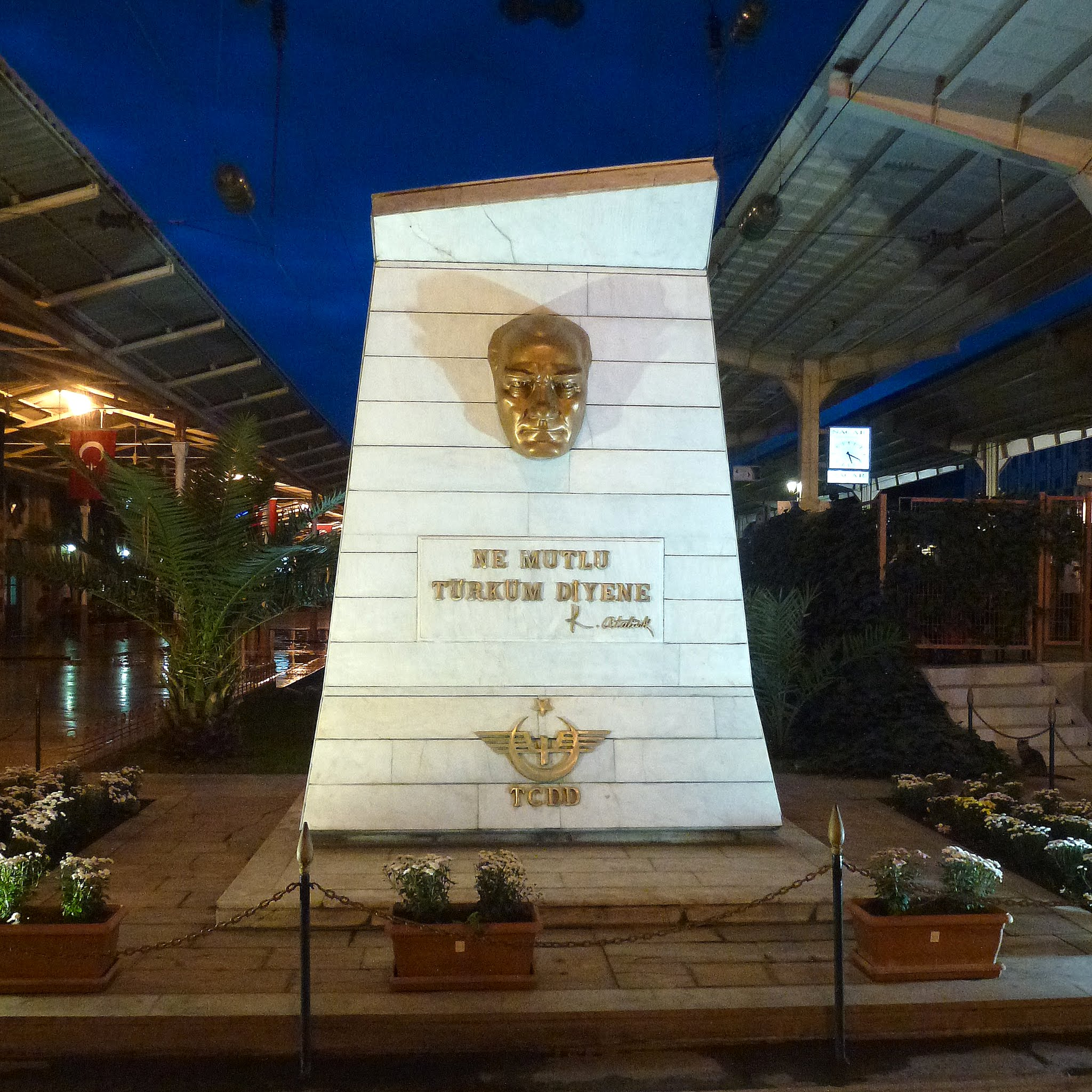
El busto de Atatürk en la estación de Sirkeci y el lema Ne mutlu Türküm diyene!

«¡Qué feliz es aquel que dice yo soy turco!» (trad. del turco: «Ne mutlu Türk'üm diyene!») es un lema de la República de Turquía. Mustafa Kemal Atatürk utilizó esta frase por primera vez en su discurso pronunciado en el 10º aniversario de la República de Turquía el 29 de octubre de 1933 (Día de la República).
En los primeros años de la proclamación de la República de Turquía esta frase se pronunció para inculcar un sentido de identidad necesario para alcanzar la independencia y promover el desarrollo del país. Destaca la idea de la unificación de personas de diferentes orígenes étnicos bajo el nombre de «turco».
La frase «Ne mutlu Türk'üm diyene!» ha sido objeto de críticas en ocasiones, argumentando que podría promover la discriminación étnica. Sin embargo, se destaca que la palabra «turco» no tiene una base étnica, lingüística o religiosa, sino que representa la ciudadanía de la República de Turquía. Se enfatiza que Atatürk, quien definió al pueblo turco como «el pueblo de Turquía que fundó la República de Turquía» en el libro Medeni Bilgiler (1930), con esta frase expresa la felicidad de los ciudadanos de la República de Turquía por vivir en el territorio de Turquía y celebrar la lucha común por un ideal, independientemente de su origen étnico.
En 1972 el Ministerio de Educación Nacional de Turquía añadió esta frase al juramento de estudiante. En 2013 fue anulado por el gobierno del AKP antes de ser restablecido por el Consejo de Estado en 2018. Sin embargo, el Ministerio de Educación apeló contra la orden y el Consejo de Estado volvió a derogar el juramento del estudiante en 2021.